# Beni Ksila
Beni Ksila è un comune dell'Algeria, situato nella provincia di Béjaïa.